# Bicarbonat de liti
El bicarbonat de liti és un compost inorgànic, una sal àcida de liti i àcid carbònic amb la fórmula LiHCO 3, es presenta com unes pólvores incolores (o blanques), solubles en aigua.

## Fabricació
- S'obté fent passar diòxid de carboni per una solució de carbonat de liti refredada:

{\displaystyle {\mathsf {Li_{2}CO_{3}+H_{2}O+CO_{2}\ \rightleftarrows 2\ LiHCO_{3}}}}

## Propietats físiques
Hi ha informació contradictòria sobre les propietats físiques del bicarbonat de liti. En algunes fonts s'afirma que el bicarbonat de liti només existeix en solucions aquoses, ja que es dissol en aigua. En altres, forma unes pólvores incolores o blanques.

## Propietats químiques
- Es descompon amb un lleuger escalfament o concentració:

{\displaystyle {\mathsf {2LiHCO_{3}\ {\xrightarrow {T}}\ Li_{2}CO_{3}+H_{2}O+CO_{2}\uparrow }}}